# 科学音高记号

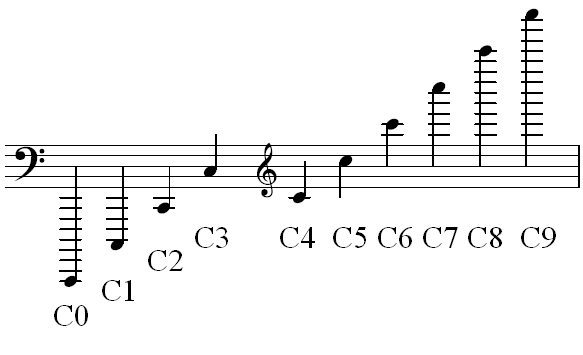
用科学音高记号表示的十个C

科学音高记号（Scientific pitch notation，SPN）也叫美国标准音高记号（American standard pitch notation，ASPN）或者国际音高记号（International pitch notation，IPN）是一种标记音高的方法，使用音名（A至G）加上一个数字（表明所属八度）来标记音高。在这个系统中，中央C记做C4，钢琴最左边的A记做A0。

88键钢琴上用数字标出的各个八度组。蓝色的键为中央C，黄色的为A440。